# 448988 Changzhong
448988 Changzhong este o planetă minoră (asteroid) din centura de asteroizi. A fost descoperită pe 23 martie 2009 la Xuyi County⁠(d) de  și a fost numită după Changzhou Senior High School⁠(d). 
Obiectul prezintă o orbită caracterizată de o semiaxă mare de 2,6856390378199 UAi, o excentricitate de 0,082952245363402, o înclinație de 10,307731244143 ° în raport cu ecliptica.